# Lev Mikhaïlov
Pour les articles homonymes, voir Mikhaïlov.
Cet article concerne le clarinettiste et saxophoniste soviétique. Pour le patineur artistique soviétique, voir Lev Mikhailov (patineur).
Lev Nikolaïevitch Mikhaïlov (en russe : Лев Николаевич Михайлов) (né le 29 mai 1936 à Berezovka, près de Krasnoïarsk, et mort le 9 février 2003 à Malaga, (Espagne) est un clarinettiste et saxophoniste soviétique (russe).

## Biographie

### Un clarinettiste de talent
Il commence ses études de clarinette à l'École musicale militaire de Novossibirsk. Il va ensuite à l'Orchestre Spécial du Ministère de la Défense d'URSS à Moscou. En 1958 il entre au Conservatoire de Moscou, où son professeur de clarinette fut Alexandre Volodine. Mikhaïlov devient clarinette solo à l'Orchestre de la Télévision Centrale sous la direction de Youri Silantiev. Il obtient le premier prix du concours de la Fête mondiale des jeunes et des étudiants à Helsinki en 1962 ainsi celui du concours des instrumentistes d'URSS à Léningrad en 1963.
En 1963 il est diplômé et on lui propose une place de professeur de clarinette au Conservatoire. Mikhaïlov devient alors, clarinette solo du Théâtre Bolchoï, il travaille aussi à l'Orchestre symphonique d'État de l'URSS sous la direction de Ievgueni Svetlanov et à l'Orchestre de la Télévision et de la Radio d'État. C'est à cette époque-là qu'il fait ses premiers enregistrements comme soliste. Il joue plusieurs œuvres de compositeurs modernes, tels que Berg, Hindemith, Poulenc. Ces compositeurs étaient vus comme "formalistes" et c'est la première fois qu'URSS on jouait leurs œuvres pour clarinette. Mikhaïlov se passionne aussi pour la musique de chambre classique, et joue la Symphonie de concert pour vents de Mozart, l'Octette de Schubert et le Trio Pathétique de Glinka.

### Un saxophoniste passionné
À l'orchestre du Ministère de la Défense, Mikhaïlov se passionne pour le saxophone et l'apprend. Pendant ses études au Conservatoire, il gagne sa vie aussi en jouant du saxophone en big band dans les restaurants. Dans les années 1960, le saxophone était très rare en URSS, car il s'identifiait à "l'art impérialistique et bourgeois" qu'était le jazz. Il était alors possible d'entendre la maxime : "Le saxophone est à un pas du couteau". Ainsi il était assez difficile pour Mikhaïlov de le promouvoir. Mais il joue quand même, la partie pour saxophone des Danses Symphoniques de Rachmaninov, et des "Tableaux d'Exposition" de Moussorgski-Ravel, ainsi que le Boléro de Ravel. En 1974 arriver à fonder la classe de saxophone classique au Conservatoire. La même année reçoit l'invitation du Congrès mondial des saxophonistes en France. Avec de l'aide de Dmitri Kabalevski on lui permet d'y aller. Son jeu formidable bouleverse l'audience et le jury, et Mikhaïlov obtient le Grand Prix de ce Congrès: le saxophone Buffet.
Certains compositeurs lui ont dédié leurs compositions pour clarinette et saxophone : Édouard Artiomov, Edison Denisov, Nikolai Peïko, Sofia Goubaïdoulina. Il a joué avec Maria Yudina, Victor Pikaisen, Gidon Kremer et d'autres musiciens célèbres. Quelques ans après l'ouverture d'une classe de saxophone au Conservatoire, Mikhaïlov fonde le Quatuor de saxophones classique.

## Ses élèves
Parmi les élèves de Mikhaïlov on peut citer Valeri Berezine, professeur du Conservatoire de Moscou, Igor Panasiouk, clarinette solo à l'Orchestre Philharmonique de Moscou, Alexandre Oseïtchouk, célèbre saxophoniste de jazz.

## Départ vers l'Espagne
En 1986, Mikhaïlov va en Espagne pour travailler à l'Orchestre symphonique de Malaga. C'est là-bas qu'il meurt en 2003. Il est enterré au cimetière de Malaga.

## Discographie
La plupart de ses enregistrements (comme clarinettiste et comme saxophoniste) se trouve à la phonotèque du Conservatoire de Moscou. Un seul CD est paru en 2004, il s'agit d'un recueil des enregistrements des années 1963-67. Ce disque contient les œuvres de Debussy (Danse de Puck et Bruyères, arrangés pour clarinette et piano), Poulenc (Sonate pour clarinette et piano), Honegger (Sonatine pour clarinette et piano), Stravinsky (Trois pièces pour clarinette seule), Alban Berg (Quatre pièces pour clarinette et piano), Hindemith (Sonate pour clarinette et piano) et Bartok (Contrastes pour violon, clarinette et piano), joués par Mikhaïlov avec Maria Iudina (piano) et Victor Pikaïzen (violon).